# Kara-Jakupowski selsowet
Der Kara-Jakupowski selsowet (russisch Кара-Якуповский сельсовет) ist eine Landratsgemeinde (selsowet) in Russland. Sie liegt im Tschischminski rajon der Republik Baschkortostan. Verwaltungssitz ist das Dorf Kara-Jakupowo.

## Dörfer
In der Landratsgemeinde liegen folgende Dörfer:
- Kara-Jakupowo (russisch Кара-Якупово)
- Babikowo (russisch Бабиково)
- Gorny (russisch Горный)
- Nowoabdullino (russisch Новоабдуллино)

## Demographie
| Jahr | Einwohner |
| ---- | --------- |
| 2002 | 1411      |
| 2009 | 1491      |
| 2010 | 1486      |
| 2012 | 1482      |
| 2013 | 1489      |
| 2014 | 1521      |
| 2015 | 1479      |
| 2016 | 1455      |
| 2017 | 1467      |